# Carmen Mola
Carmen Mola es el seudónimo con el que los escritores españoles Jorge Díaz, Agustín Martínez y Antonio Mercero publicaron la saga de novelas iniciada con La novia gitana en la editorial Alfaguara a partir de 2018, con el personaje de la inspectora Elena Blanco como protagonista. La identidad verdadera de estos autores se conoció en octubre de 2021, cuando ganaron el Premio Planeta con su nueva novela La Bestia.
Según la biografía ficticia que atribuían a Mola, la escritora era también profesora universitaria que justificaba así, en una entrevista, sus razones para usar seudónimo:

En realidad, hay tantos motivos que no entiendo por qué otros autores no lo hacen. Para empezar, creo que lo importante es la novela, no quién la haya escrito. ¿Qué más da que sea una mujer guapa y alta o un señor feo y bajito? Mi interés era que la gente leyera la historia de las dos novias gitanas y la inspectora de policía aficionada a las canciones de Mina Mazzini que investigaba sus muertes. Pero he dicho que había más motivos. Es mi primera novela y eso quiere decir que me dedico profesionalmente a otra cosa. No quería que mis compañeros y compañeras de trabajo, mis amigas, mis cuñadas o mi madre supieran que se me ocurría escribir sobre alguien que mata a una joven haciéndole perforaciones en el cráneo para meter larvas de gusano y sentarse a ver cómo le van comiendo el cerebro… No lo entenderían, para todas ellas soy tan convencional… Hay más. ¿Y si la novela hubiera sido un absoluto fracaso? Tendría que dar explicaciones y pasaría mucha vergüenza. Y, por el contrario, ¿si fuera un clamoroso éxito? A lo mejor me veía obligada a cambiar de vida, que es algo que no me apetece, estoy muy satisfecha con la mía… Se me ocurrirían más razones, estoy segura.

La prensa llegó a calificar a Mola como «la Elena Ferrante española».

## Influencias
Mola citaba a Pierre Lemaitre, Fred Vargas, Benjamin Black, Alicia Giménez Bartlett o Víctor del Árbol como influencias.

## Obra
El 17 de mayo de 2018 se publica en la editorial Alfaguara su primer libro, La novia gitana, que daría comienzo a la serie Inspectora Elena Blanco, inicialmente una trilogía hasta la publicación de su cuarta entrega, Las madres, en 2022. Tras el éxito de ventas que supuso la primera novela, Alfaguara publicó el 4 de abril de 2019 la segunda entrega de la serie, La Red Púrpura, que continuaba con la investigación comenzada en La novia gitana. El 28 de mayo de 2020 se publicó La Nena, tercera novela de la serie y última de la trilogía La novia gitana, ajena a la historia desarrollada en las anteriores entregas pero centrada en los mismos personajes. El 4 de noviembre de 2021 salió a la venta La Bestia, novela ganadora del Premio Planeta 2021. En 2022 se publicó la cuarta entrega de la serie Inspectora Blanco, Las madres.
Su obra ha sido traducida en ocho países y según sus datos de venta ha vendido más 250.000 ejemplares, además de adaptarse a una serie de televisión producida por Diagonal TV y Viacom International Studios, que podía verse en AtresMedia.
En el año 2021 publicó La Bestia, la cuarta novela escrita por Carmen Mola y la primera publicada en la editorial Planeta que también ganó el Premio Planeta ese mismo año, dotado con un millón de euros. La historia de la novela se sitúa durante la epidemia de cólera ocurrida en Madrid en 1834, y se centra en una ola de crímenes cuyas víctimas son las niñas de los barrios más desfavorecidos de la ciudad.
En 2023 se publicó la novela El Infierno, también con la Editorial Planeta. Ambientada en el siglo XIX, la historia combina el thriller histórico con una trama de amor y supervivencia que se desarrolla entre la convulsa Madrid de la sargentada y las sombrías plantaciones esclavistas de La Habana. La novela explora los horrores de la guerra, la opresión colonial y los peligros de desafiar un destino impuesto.

## Libros

### Serie Inspectora Elena Blanco
- Mola, Carmen (2018). La novia gitana. Alfaguara. ISBN 9788420433189. 408 páginas.
- Mola, Carmen (2019). La Red Púrpura. Alfaguara. ISBN 9788420435572. 432 páginas.
- Mola, Carmen (2020). La Nena. Alfaguara. ISBN 9788466358026. 392 páginas.
- Mola, Carmen (2022). Las Madres. Alfaguara. ISBN 9788420456027. 464 páginas.
- Mola, Carmen (2024). El Clan. Planeta. ISBN 9788408291268..

### Otros
- Mola, Carmen (2021). La Bestia. Editorial Planeta. ISBN 9788408252153. 544 páginas.
- Mola, Carmen (2023). El Infierno. Editorial Planeta. ISBN 9788408277583. 480 páginas.